# Burnham (Pensilvânia)
Burnham é um distrito localizado no estado norte-americano de Pensilvânia, no Condado de Mifflin.

## Demografia
Segundo o censo norte-americano de 2000, a sua população era de 2144 habitantes. 
Em 2006, foi estimada uma população de 2051, um decréscimo de 93 (-4.3%).

## Geografia
De acordo com o United States Census Bureau tem uma área de 
2,8 km², dos quais 2,8 km² cobertos por terra e 0,0 km² cobertos por água. Burnham localiza-se a aproximadamente 166 m acima do nível do mar.

## Localidades na vizinhança
O diagrama seguinte representa as localidades num raio de 8 km ao redor de Burnham. 